# Beachy Head
Beachy Head je kredni rt v Vzhodnem Sussexu v Angliji v bližini kraja Eastbourne, vzhodno od klifa Sedem sester (Seven Sisters).
Beachy Head je v upravnem območju mestnega sveta Eastbourna, ki je lastnik zemljišča, ki je del Eastbournskega travnatega gričevja (Eastbourne Downland Estate). Klif je najvišja kredna skala ob morju v Veliki Britaniji in se dviga 162 metrov nad morsko gladino. Z vrha je lep pogled na jugovzhodno obalo od Dungenessa na vzhodu do Selsey Billa na zahodu. Zaradi svoje višine je to eden najbolj razvpitih krajev za samomore na svetu.

## Geologija
Kreda je nastala v pozni epohi krede med 66 in 100 milijoni let v preteklosti, ko je bilo območje pod morjem. V kenozoiku se je zgodil tektonski dvig krede. Ko se je končala zadnja ledena doba, se je morska gladina dvignila in z vrezovanjem v kredo oblikovala Rokavski preliv in ustvarila dramatične klife vzdolž obale Sussexa.
Vpliv valovanja prispeva k eroziji klifov okoli Beachy Heada, kar pogosto povzroča majhne odkruške kamnin. Ker je oblika krede v plasteh ločena s sosednjimi pasovi kremena, fizična struktura vpliva na to, kako voda spodkopava steno. Valovanje ogroža spodnje dele klifov, kar povzroča drobljenje, plošče iz plasti krede se odlomijo, kar ogroža zgornje dele klifa, ki se sčasoma zruši.  V nasprotju z majhnimi okruški kamnin so večji odlomi manj pogosti. Večje krušenje se je zgodilo leta 2001, ko je pozimi močno deževalo, voda je začela pronicati v razpoke, ki je nato zamrznila in povzročila širjenje razpok. To je nato oslabilo rob klifa in ta se je zrušil v morje ter uničil znane kredne sklade, imenovane Hudičev dimnik (Devil's Chimney). 

## Zgodovina
Ime Beachy Head se je leta 1274 pojavilo v povezavi z besedama 'beauchef' in leta 1317 'beaucheif', kar je leta 1724 postalo Beachy Head in nima nič opraviti s plažo. Je popačenka izvirnih francoskih besed, ki pomenita 'lep rt' (beau chef). 
Leta 1929 je Eastbourne kupil 4000 hektarjev tal v okolici Beachy Heada, da bi ga obvaroval pred razvojem. To zemljišče je postalo znano kot Eastbourne Downland Estate.
Vidnost Beachy Heada je mejnik za jadralce v Rokavskem prelivu. Omeniti je treba tudi mornarsko pesem Spanish Ladies: [6
"The first land we sighted was called the Dodman,
Next Rame Head off Plymouth, off Portsmouth the Wight;
We sailed by Beachy, by Fairlight and Dover,
And then we bore up for the South Foreland light."
Pepel nemškega družboslovca in filozofa  Friedricha Engelsa, enega od očetov komunizma, so po njegovi želji raztrosili čez klife na Beachy Headu. 
Leta 1950 so odkrili posmrtne ostanke in po forenzični obravnavi, karbonski dataciji in analizi z radioaktivnim izotipom  ugotovili, da so to ostanki ženske iz podsaharske Afrike, ki je odraščala na območju Eastbourna  približno med leti 200 do 250 našega štetja. Postala je znana kot Beachy Head Lady. 

## Svetilnik
Rt je nevaren za ladje. Leta 1831 so začeli graditi svetilnik Belle Tout na naslednjem rtu zahodno od Beachy Heada. Ker bi megla in nizka oblačnost skrivali luč Belle Touta, je bil zgrajen še svetilnik Beachy Head v morju pod Beachy Headom.

## Vojna
Med prvo angleško-nizozemsko vojno so bili v bitki pri Portlandu leta 1653 tretji dan spopadi v bližini Beachy Heada.
Leta 1690 je v bitki pri Beachy Headu v devetletni vojni sodelovala tudi mornarica.
Med prvo svetovno vojno je septembra 1916 tako imenovana druga bitka pri Beachy Headu trajala več kot teden dni. Tri nemške podmornice so potopile 30 trgovskih ladij med Beachy Headom in Eddystonom. To se je zgodilo kljub velikemu prizadevanju Kraljeve mornarice in 49 rušilcev, 48 torpednih čolnov, sedmih Q-ladij in 468 vojakov. 
Med drugo svetovno vojno je Kraljevo vojno letalstvo  (Royal Air Force (RAF)) na Beachy Headu vzpostavilo naprej relejno postajo za izboljšanje radijske komunikacije z letali. Leta 1942 so bili signali, pobrani na Beachy Headu, prepoznani kot TV-prenos z Eifflovega stolpa. Nemci so aktivirali predvojni TV- oddajnik in vpeljali francosko-nemško službo za vojaške bolnišnice in ugledne osebe v pariški regiji. Kraljevo letalstvo je spremljalo te programe v upanju (zaman), da bo iz filmskih novic razbralo pomembne podatke.
Na tem območju je bila tudi pomembna vojna radarska postaja. Med hladno vojno je bil od leta 1953 do leta 1957 v podzemnem bunkerju radarski nadzorni center. 

## Turizem
Zahodno od Belle Touta klifi padajo na obalni zaselek Birling Gap, nato pa se vzpnejo prek Sedem sester do Haven Browa s pogledom na dolino Cuckmere. Območje je priljubljena turistična točka. V Birling Gapu je restavracija.

## Kraj samomorov
Po ocenah se na Beachy Headu zgodi 20 samomorov letno s smrtnim izidom.  Kaplanska skupina (Beachy Head Chaplaincy Team) redno dnevno in zvečer pregleduje območje in poskuša najti in ustaviti morebitne skakalce. Delavci v restavraciji in taksisti so tudi na preži za ljudmi, ki razmišljajo o samomoru. Postavljeni so znaki s  telefonsko številko samarijanov, s katerimi nagovarjajo morebitne skakalce, naj jih pokličejo.
Mediji se vedno zelo razpišejo o storjenem samomoru. Ross Hardy, ustanovitelj omenjene skupine, meni, da to spodbuja samomorilne ljudi, da izberejo ta kraj. Po Thomasu Meaneyju (The Wall Street Journal) je več samomorov le z mostu Golden Gate v San Franciscu in v gozdu Aokigahara na Japonskem  (čeprav to trditev izpodbijajo drugi podatki o znanih samomorilskih krajih po vsem svetu).

## Razvedrilo in zabava

### V filmu
- V trilerju Hopscotch (1980), v katerem sta igrala Walter Matthau in Glenda Jackson, je leteča scena, ki je vključevala eksplozijo nad klifom s svetilnikom spodaj.
- Nova različica filma Grahama Greena Brighton Rock (2010) je bila v glavnem posneta na Beachy Headu in  bližnjem Eastbournu.
- V pustolovskem filmu Chitty Chitty Bang Bang Chitty pade s klifa, nato pa prvič poleti.
- V filmu Harry Potter in ognjeni kelih (2005) je prizorišče svetovnega tekmovanja v čarovniškem športu (Quidditch World Cup) Beachy Head.
- V filmu Quadrophenia (1979) je končna scena vožnje  s skuterjem Phila Danielsa posneta na vrhu Beachy Heada.
- Klif je tudi v uvodnem odlomku filma o Jamesu Bondu Dih smrti (The Living Daylights , 1987), v katerem Bond (Timothy Dalton) skoči iz landroverja in s padalom poleti na vrh klifa, ki naj bi bil po scenariju Gibraltar. [13]
- Območje je kot ozadje uporabila Jenny Downham v številnih ključnih prizorih v  mladinskem romanu Preden umrem (Before I Die, 2007), uporabljeno je tudi v filmski priredbi v režiji Ola Parkerja Zdaj je  v redu (Now Is Good, 2012).
- Območje in svetilnik sta ozadje v filmu The Chalk Garden (1964), v katerem je igrala Hayley Mills.

### V literaturi
- V Eastbournu rojen pesnik Andrew Franks se v svojih pesmih večkrat sklicuje na številne točke na Beachy Headu, tudi v zbirki Belle Tout v The Last of the Great British Traitors.
- V romanu Howarda Jacobsona, ki je dobil bookerjevo nagrado, The Finkler Question (2010) žalujoči vdovec Libor Sevcik naredi samomor s skokom v prepad na Beachy Headu.

### V glasbi
- Beachy Head je bil leta 1980 uporabljen kot ozadje za videospot pesmi  Davida Bowieja Ashes to Ashes.
- Beachy Head je tudi ozadje za videoposnetke skupine The Cure Just Like Heaven in Close To Me. [Uredi]
- Naslovna fotografija angleškega avantgardnega kvarteta Throbbing Gristle za ploščo iz leta 1979  20 Jazz Funk Greats je bila posneta na Beachy Headu. Na albumu je tudi skladba z naslovom Beachy Head.
- Britanska indie pop skupina Veronica Falls je septembra 2010 izdala pesem z naslovom Beachy Head, v kateri poziva ljudi, naj ne delajo samomorov tu.
- Alternativna rok skupina Nada Surf omenja Beachy Head v pesmi Fox z njihovega  albuma Lucky iz leta 2008. [14]
- Beachy Head je omenjen v pesmi Running Wild z albuma Undertow britanske skupine Drenge.

### Na televiziji
- Svetilnik Belle Tout in okolica sta prikazana v celotni TV-seriji BBC-ja Hudičevka (The Life and Loves of a She-Devil, 1986). Roman je napisala Fay Weldon.
- Beachy Head je viden v 4. seriji z naslovom Luther britanske televizijske drame na BBC. [15]
- Beachy Head je viden v oglasu za izvirno serijo Grand Tour, ki ga oglašuje Amazon.